# 조용순
조용순(趙容淳, 1898년 2월 19일~1975년 8월 27일)은 대한민국의 제7대 법무부 장관과 제2대 대법원장을 역임한 법조인이다. 본관은 임천, 호는 춘산(椿山)이며 충청남도 대덕군(현재의 대전광역시 대덕구) 출신이다.

## 생애
1918년 3월에 경성고등보통학교(현재의 경기고등학교의 전신) 본과를 졸업했으며 1922년 3월에 경성법학전문학교를 졸업했다. 1923년 3월부터 경성지방법원 개성지청에서 서기과 서기 겸 통역생으로 근무했고 1925년 4월에 실시된 판검사 특별 임용고시에 합격하여 판사 활동을 시작하였다. 1926년 7월 30일에는 해주지방법원 재령지청 판사로 임명되었고 1928년 11월 16일에는 일본 정부로부터 쇼와 대례 기념장을 받았다.
1932년 10월 28일에는 평양지방법원 판사로 임명되었고 1936년 8월 14일부터 1940년 8월 31일에 퇴직할 때까지 광주지방법원 순천지청 판사로 근무했다. 1937년 8월에는 일본 정부로부터 훈6등 서보장을 받았고 1940년 9월에는 종5위에 서위되었다. 1941년 5월 10일에는 황해도 해주부에서 변호사로 개업했으며 1943년 5월부터 1945년 8월 광복 때까지 황해도 해주부 부회의원을 역임했다. 이러한 행적으로 인해 민족문제연구소의 친일인명사전에 수록되었다.
1945년 11월 19일에 대전지방법원 재판장으로 임명되었으며 1946년 4월 4일부터 1946년 5월 16일까지 대법원장을 역임했다. 1948년 8월 13일부터 1948년 11월 13일까지, 1952년 2월 7일부터 1953년 11월 6일까지 대구고등법원장을 2차례 역임했고 1954년 4월 18일부터 1958년 3월 31일까지 중앙선거위원회 위원장을 역임했다.
1954년 6월 30일부터 1955년 9월 15일까지 법무부 장관을 역임했고 1955년 11월 2일부터 1958년 6월 8일까지 사정위원회 위원장을 역임했다. 1958년 6월 20일부터 1960년 5월 16일까지 대법원장을 역임했다.

## 참고 문헌
- 민족문제연구소 (2009). 〈조용순〉. 《친일인명사전 3 (ㅇ ~ ㅎ)》. 서울. 581 ~ 582쪽.